# New Plymouth
New Plymouth är en stad i regionen Taranaki i norra Nya Zeeland. Staden har knappt 50 000 invånare.